# Barry B. Longyear
Barry Brookes Longyear (n. 12 mai 1942, Harrisburg, Pennsylvania, SUA – d. 6 mai 2025, New Sharon⁠(d), Maine, SUA) a fost un scriitor și romancier american care a locuit în Maine.

## Biografie
Longyear s-a născut la  12 mai 1942 în Harrisburg, Pennsylvania. A absolvit Academia Militară a statului Virginia, Institutul de Artă din Pittsburg, Școala de Balistică din Texas și Universitatea de Studii Sociale din Detroit. A lucrat ca tehnician în Okinawa și Key West, ca producător de microfilme în Detroit sau editor în Philadelphia. Lucrează în prezent ca profesor de literatură la o școală din Farmington, Maine.

## Carieră
Este cel mai cunoscut pentru nuvela sa care a câștigat premiile Hugo și Nebula: Enemy Mine, după care s-a realizat un film omonim și o nuvelizare în colaborare cu David Gerrold. Enemy Mine (română Dușmanul) prezintă o întâlnire între un om și un soldat extraterestru, ale căror rase sunt în stare de război. Ei sunt izolați și lăsați împreună undeva în spațiu și trebuie să se acomodeze cu problema  cu care se confruntă și cu acceptarea xenofobiei. O versiune foarte mult extinsă  a nuvelei originale precum și două romane (The Tomorrow Testament și The Last Enemy) formează o trilogiei, care, alături de materiale suplimentare, au fost adunate în colecția The Enemy Papers.
Nuvela originală, în mare parte, l-a ajutat pe Longyear să câștige Premiul John W. Campbell pentru cel mai bun nou scriitor în anul 1980. Longyear este singurul scriitor care a  câștigat premiile Hugo, Nebula și Campbell în același an. (în contrast cu o altă "tripla coroană" câștigătoare: William Gibson care a câștigat premiile Hugo, Nebula și Philip K. Dick în 1984.)
A mai scris seriile Circus World și Infinity Hold, câteva romane de sine-stătătoare, numeroase povestiri și două cărți din seria de nuvelizări Alien Nation.  Trilogia sa "Infinity Hold," "Kill All the Lawyers" și "Keep the Law," a fost lansată în 2002 într-un singur volum intitulat Infinity Hold 3 de către Ghilda Autorilor în ediția  Backinprint.com.
Un text foarte apreciat al lui Longyear este The Carpenter în care istoria, mitologia și misterul se împletesc într-o povestire despre un om de acum două mii de ani.

## Lucrări publicate

### Romane de sine-stătătoare
- Sea of Glass (1987) ISBN 978-0595189656
- Naked Came the Robot (1988) ISBN 978-0595200689
- The God Box (1989) ISBN 978-0595121151

### Povestiri
1. Homecoming (Asimov's Science Fiction Oct 1979) (nominalizare în 1980 la premiul Hugo) ISBN 978-0595213092
2. Savage Planet (nominalizare în 1981 la premiile Hugo & Locus) ISBN 978-0708880920
3. Chimaera (nominalizare în 1993 la premiul Locus)
4. The Death Addict (nominalizare în 1994 la premiul Locus)
5. The Hangingstone Rat (nominalizare în 2008 la premiul AnLab)
6. The Purloined Labradoodle (nominalizare în 2009 la premiul AnLab)

#### Seria Enemy Mine
1. Enemy Mine (Asimov's Science Fiction Sep 1979) (a câștigat în 1980 premiile  Hugo, Nebula & Locus) ISBN 978-0595309764
2. The Tomorrow Testament (1983) ISBN 978-0595189663
3. The Last Enemy (1997) ISBN 978-0595348756
4. Adunate în colecția The Enemy Papers cu materiale suplimentare (1998) ISBN 1-56865-949-0

#### Seria Infinity Hold
1. Infinity Hold 1989 ISBN 978-0595092741
2. Infinity Hold\3 2002 (Trilogia IH completă: Infinity Hold, Kill All the Lawyers și Keep the Law)

#### Seria Circus World
1. Circus World (1980) ISBN 978-0595189670
2. City of Baraboo (1980) ISBN 978-0595121205
3. Elephant Song (1981) ISBN  978-0595121182

### Seria de mistere Jaggers & Shad
1. "The Good Kill" Analog Magazine noiembrie 2006
2. "The Hangingstone Rat" Analog Magazine octombrie 2007
3. "The Purloined Labradoodle" Analog Magazine ianuarie/februarie 2008
4. "Murder In Parliament Street" Analog Magazine noiembrie 2007

### Recovery works
1. The Monopoly Man Fantasy & Science Fiction, January 2009
2. Yesterday's Tomorrow: Recovery Meditations For Hard Cases Hazelden, 1997 ISBN 978-1568381602
3. Saint Mary Blue (roman cu acțiunea într-un salon de tratamente) SteelDragon Press, 1988 ISBN 978-0595138852

### Instrucțiuni de scris
1. Science-Fiction Writer's Workshop-I ISBN 978-0595225538
2. The Write Stuff Online Writing Seminar

### Colecții de povestiri
1. Manifest Destiny (including "Enemy Mine" and others in the same future history) ISBN 978-0425045305
2. It Came from Schenectady ISBN 978-0595201723

### Ficțiune scurtă
1. „Turning the grain - part 1”. Analog. 129 (7&8). 2009.
2. „Turning the grain - part 2”. Analog. 129 (9). 2009.

## Legături externe
- Materiale media legate de Barry B. Longyear la Wikimedia Commons
- Bibliography Arhivat în 30 septembrie 2007, la Wayback Machine. at SciFan
- Barry B. Longyear's Webmansion
- Review of City of Baraboo Arhivat în 4 martie 2016, la Wayback Machine. by Aaron V. Humphrey
- Barry B. Longyear la Internet Speculative Fiction Database
- Bibliografie Arhivat în 30 septembrie 2007, la Wayback Machine.
- Biografie (scurtă)